# Cardiolejeunea
Cardiolejeunea là một chi rêu trong họ Lejeuneaceae.